# Henri Edmond Cross

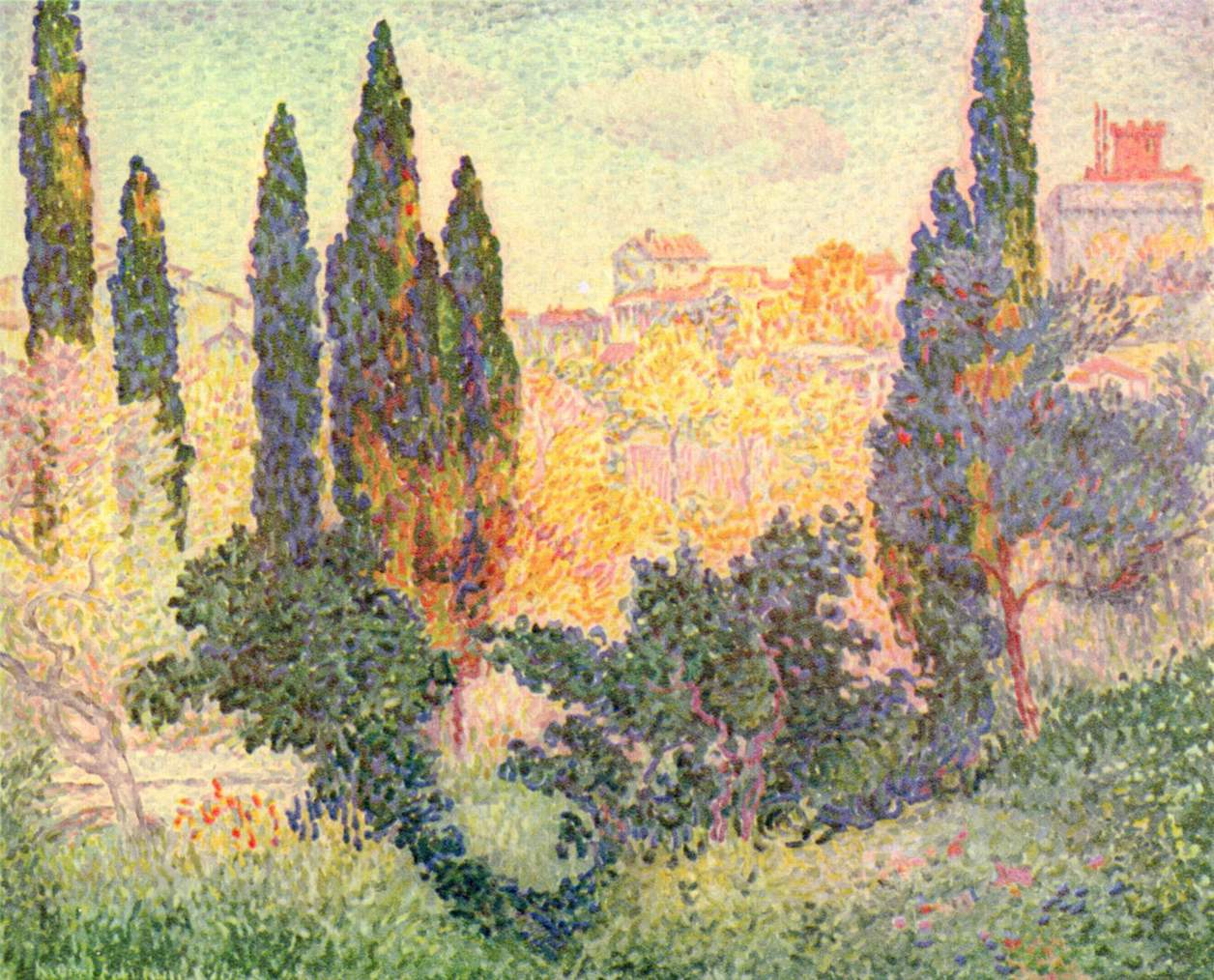
Cypresses at Cagnes

Henri Edmond Cross (ur. 20 maja 1856 w Douai, zm. 16 maja 1910 w Saint-Clair w departamencie Var) – francuski malarz neoimpresjonistyczny, reprezentujący nurt zw. pointylizmem. Współpracował z Seuratem i Signakiem. Uczestniczył w artystycznym Salonie Niezależnych w roku 1884. Malował pejzaże, akty i portrety. Pod koniec życia związał się z Henri Matissem.